# فریمنویل (آلاباما)
فریمنویل (به انگلیسی: Freemanville) یک منطقهٔ مسکونی در ایالات متحده آمریکا است که در آلاباما واقع شده‌است. فریمنویل ۸۸٫۰۹ متر بالاتر از سطح دریا واقع شده‌است.